# Ercilla, Chile
Ercilla este un târg și comună din provincia Malleco, regiunea La Araucanía, Chile, cu o populație de 8.466 locuitori (2012) și o suprafață de 499,7 km2.